# Gösta Ottoson

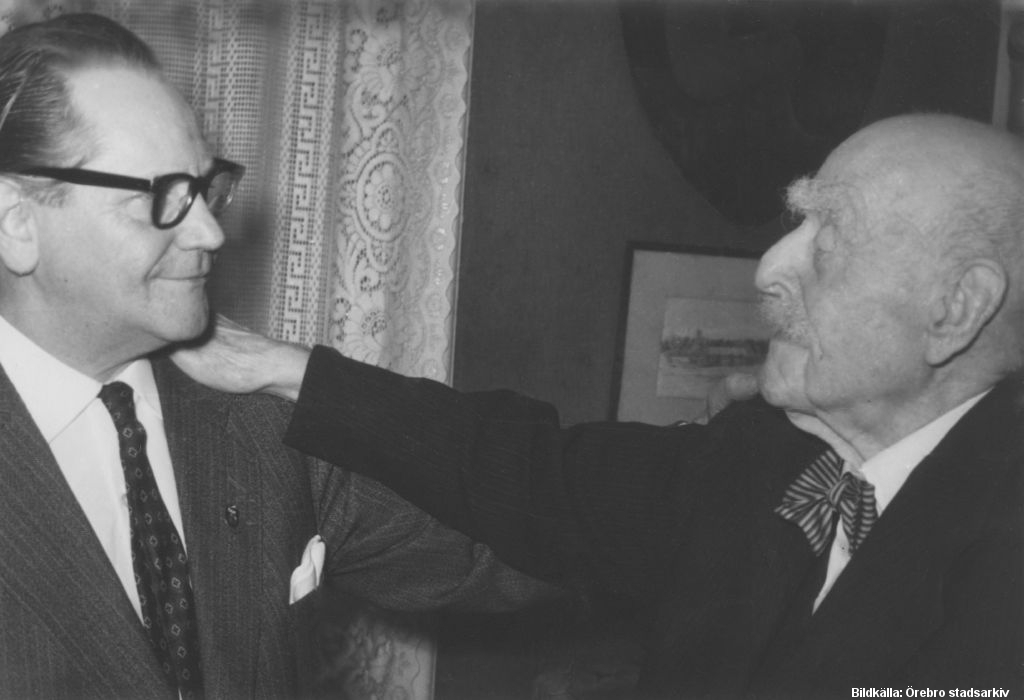
Gösta Ottoson och skalden Jeremias i Tröstlösa (Levi Rickson). Fotot är taget i skaldens bostad, Kristinagatan 19 i Örebro.

Gösta Ivar Ottoson, född 25 juni 1902 i Örebro, död 4 maj 1980 i Hidingebro, Närke, var en svensk tecknare, grafiker, målare och illustratör.
Ottoson studerade vid Edward Berggrens målarskola i Stockholm, Académie Julian i Paris och för M Osborne i London samt under studieresor till bland annat Frankrike, England, Nederländerna och Tyskland. Tillsammans med Inga Berg ställde han ut i Laxå, tillsammans med Bengt Bosshammar ställde han ut i Askersund och Hallsberg. Separat ställde han ut i Örebro och Arboga och han medverkade i samlingsutställningen Nyårssalongen i Helsingborg och ett antal länsutställningar i Örebro.
Hans konst består av romantiska landskap, porträtt, detaljerade kultur och historiskt intressanta stadsbilder från Örebro. Vid sidan av sitt eget skapande var han under flera år knuten till Nerikes Allehanda som konstskribent och illustratör.
Ottoson är representerad vid Örebro läns museum med porträtt av bland annat Hjalmar Bergman och Jeremias i Tröstlösa samt en serie grafiska blad från London och Paris samt vid Uppsala universitetsbibliotek och vid Örebro läns landsting.
Han var under en period ordförande i Konstnärsklubben i Örebro län. En minnesutställning hölls på Örebro läns museum 1980, efter Ottosons död. Han är begravd på Hidinge kyrkogård.

## Dokumentation av det gamla Örebro
Från mitten av 1950-talet och framåt gjorde sig Ottoson känd för att i teckningar dokumentera det gamla Örebro, som då höll på att försvinna.
| ”                    | För ungefär ett dussin år sedan började jag rita små skisser från det gamla Örebros träbebyggelse, som redan då hotade att försvinna. I början hände det så, att ett enstaka hus plötsligt var borta. Så ett annat, ett tredje. Men takten växte, överallt stupade de ålderstigna kämparna. | „ |
| – Gösta Ottoson 1966 | |   |

Det hann bli ett stort antal teckningar som publicerades i tidningar, i samlingsmappar, och även i bokform.